# 穆順
穆順，為《三國演義》的虛構人物，有兩位同名同姓的人物登場。

## 武將
第五回中以為張楊的部將登場。於十八路諸侯討董卓時，挑战万夫莫敌的吕布，被呂布一戟刺於馬下。

## 宦官
第六十六回中以忠於漢室的宦官登場，在汉献帝支持下为伏皇后及后父伏完传信，被曹操截获，被杀。